# 도켄
도켄(Dokken)은 1978년에 결성된 미국의 록밴드이다.

## 구성원

### 현재 멤버
- 돈 도켄 - 보컬
- 존 레빈 - 기타
- 크리스 맥카빌 - 베이스
- B .J. 잠파 - 베이스

### 전임 멤버
- 조지 린치 – 기타 (1981–1988, 1993-1997)
- 레브 비치 – 기타 (1998–2001)
- 욘 노럼 – 기타 (1997, 2001–2004)
- 제프 필슨 – 베이스 (1982–1988, 1993-2001)
- 후안 크루시어 – 베이스 (1978–1982)
- 그레그 리언 - 기타 (1977-1979)
- 피터 밸티스 - 베이스 (1977-1978)
- 게리 홀랜드 - 드럼 (1979)
- 그레그 페카 - 드럼
- 톰 크루시어 - 기타
- 보비 블로처 - 드럼

## 음반 목록

### 정규 앨범
- 1982 - 《Breaking the Chians》
- 1984 - 《Tooth and Nail》
- 1985 - 《Under Lock and Key》
- 1987 - 《Back for the Attack》
- 1995 - 《Dysfunctional》
- 1997 - 《Shadowlife》
- 1999 - 《Erase the Slate》
- 2002 - 《Long Way Home》
- 2004 - 《Hell to Pay》
- 2008 - 《Lightning Strikes Again》

### 라이브 앨범
- 1988 - 《Beast from the East》
- 1995 - 《One Live Night》
- 2003 - 《Japan Live '95》
- 2007 - 《From Conception: Live 1981》